# 4th Ikimashoi!
„4th Ikimashoi!“ е четвъртият студиен албум на японската група Morning Musume издаден на 27 март 2002 година от Zetima Records. Албумът достига 1-ва позиция в японската класацията за албуми. Албумът е с общи продажби от 515 400 копия в Япония.

## Списък с песните
1. „The Peace! (ザ☆ピ～ス)“ (пълна версия) – 5:27
2. „Ii Koto Aru Kinen no Shunkan (いいことある記念の瞬間, The Moment I Remember When Something Good Happened)“ – 4:14
3. „Mr. Moonlight (Ai no Big Band) (Mr. Moonlight: 愛のビッグバンド, Mr. Moonlight: Ai no Big Band)“ (дълга версия) – 7:01
4. „Hajimete no Rock Concert (初めてのロックコンサート, My First Rock Concert)“ – 4:35
5. „Otoko Tomodachi (男友達, Guy Friend)“ – 4:03
6. „Sōda! We're Alive (そうだ！We’re Alive, That's Right! We're Alive)“ – 4:57
7. „Dekkai Uchuu ni Ai ga Aru (でっかい宇宙に愛がある, There's Love in this Great Big World)“ (албум версия) – 5:03
8. „Ikimasshoi! (いきまっしょい!, Let's Go!)“ – 4:07
9. „Densha no Futari (電車の二人, Train for Two People)“ – 3:20
10. „Honki de Atsui Theme Song (本気で熱いテーマソング, The Seriously Passionate Theme Song)“ – 5:21
11. „Suki na Senpai (好きな先輩, My Senior Crush)“ – 3:19
12. „Ren'ai Revolution 21 (恋愛レボリューション21, Love Revolution 21)“ (13-nin версия) – 4:53
13. „Nanni mo Iwazu ni I Love You (なんにも言わずにI Love You, Without Saying a Word, I Love You)“ – 5:15